# シトロエン・GSカマルグ
シトロエン・GS カマルグ(フランス語: Citroën GS Camargue)は、シトロエン・GSをベースにしたコンセプトカーである。2ドアクーペボディに2+2の座席レイアウトを採用していた。イタリアのカロッツェリア会社、ベルトーネによってデザインされた。GS車と同じ全長ながら、横幅は6cm広くなっていた。GS車の機械式部品を流用していた。
1972年のジュネーブモーターショーで初公開された。
史上初めてのシトロエンとベルトーネの協働作品であり、後にヒット車種となったシトロエン・BXの先駆けとなった。
GS カマルグはベルトーネの歴史的コレクションの一部であり、2019年に開催されたシトロエン創立100周年を記念したパリのレトロモビルをはじめ、世界的な自動車イベントで度々展示されている。

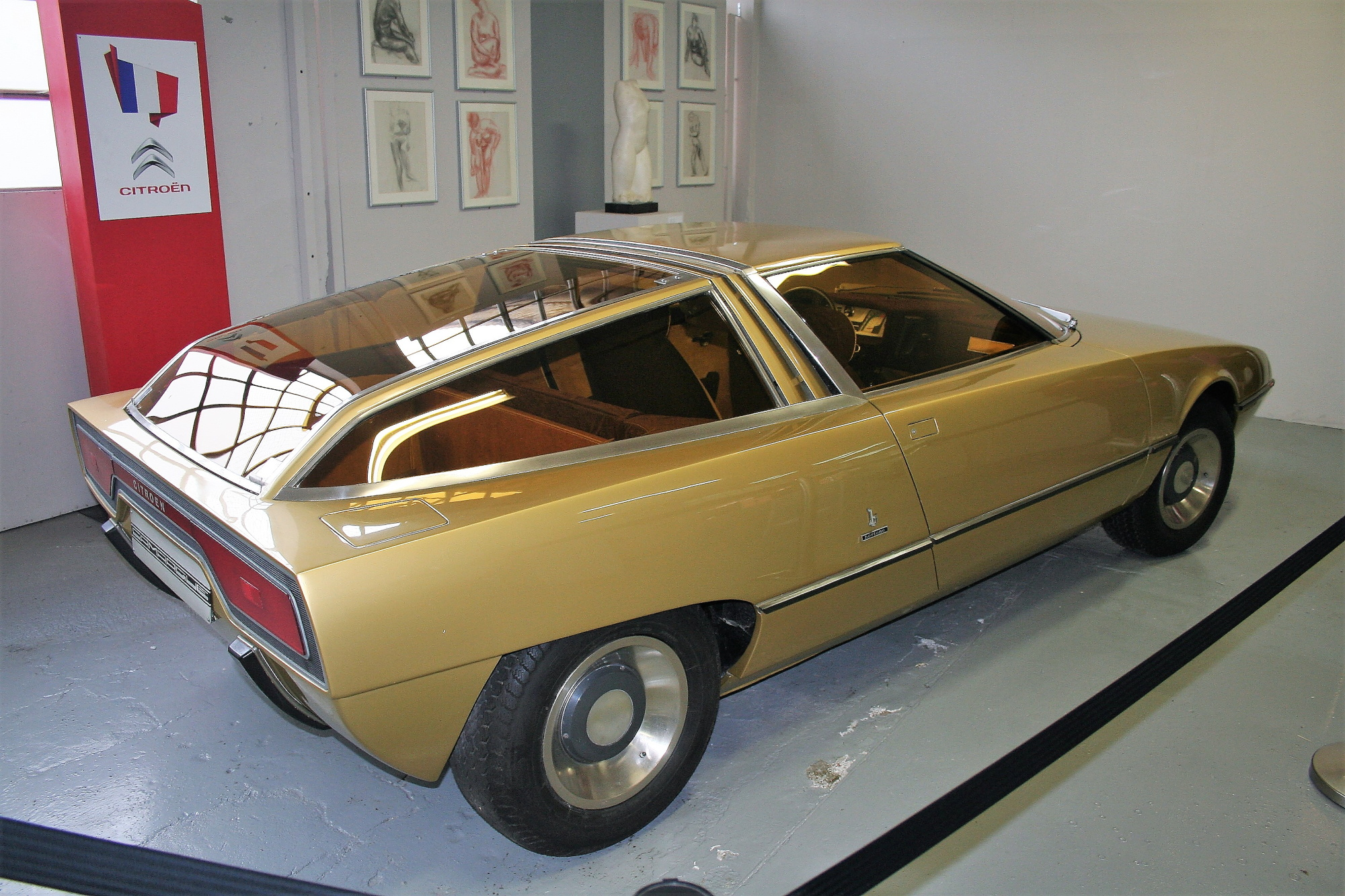
GSカマルグ, リアビュー